# Grębocin (województwo zachodniopomorskie)
Grębocin – osada w Polsce położona w województwie zachodniopomorskim, w powiecie gryfickim, w południowej części gminy Gryfice.
Dzieci z miejscowości są dowożone do Szkoły Podstawowej w Trzygłowie.
W Grębocinie znajduje się ujęcie wody z dwóch studni głębinowych. Ujęcie wody eksploatuje Zakład Gospodarki Komunalnej w Gryficach w imieniu gminy Gryfice. Miejscowość posiada także sieć gazową średniego ciśnienia wraz z przyłączami gazowymi do wszystkich budynków mieszkalnych.

## Położenie
Rzeźba terenu tych okolic ukształtowana została przez lodowiec skandynawski. Są to obszary moreny dennej o małym zróżnicowaniu powierzchni, których najwyższe wzniesienia nie przekraczają 100 m n.p.m.

## Rys historyczny
Miejscowość była wymieniana w dokumencie z 1316 roku kiedy to jej właścicielem był Sifridus de Lode. Ponownie o miejscowości tej wspomniał dokument z 1321 roku. Natomiast w 1370 roku wieś jest już własnością rodziny Helmich. Później zaś rodziny Melin w 1628 roku wymieniony został Henning von Melin z Baszewic. Do 1945 roku miejscowość nosiła nazwę Adolshof, potem po wojnie ustalono nazwę przejściowo: Mały Dwór.
Folwark złożony z 3 budynków, usytuowanych w kształcie podkowy okalającej obszerny dziedziniec gospodarczy. W bezpośredniej bliskości założenia trzy niewielkie budynki. Pierwotne założenie w dużym stopniu zatarte, folwark rozbudowany; wprowadzono kilkanaście dodatkowych obiektów gospodarczych oraz kolonię mieszkalną w formie regularnej ulicówki (zabudowa przed i powojenna). Kilka budynków starszych XIX/XX wiek reprezentują niewielkie walory zabytkowe.
W latach 1975–1998 miejscowość administracyjnie należała do województwa szczecińskiego.